# Albert (Belize)
Albert – jednomandatowy okręg wyborczy w wyborach do Izby Reprezentantów, niższej izby parlamentu Belize. Obecnym reprezentantem tego okręgu jest polityczka Zjednoczonej Partii Demokratycznej Tracy Panton.
Okręg Albert znajduje się dystrykcie Belize w południowo-wschodniej części miasta Belize City.
Utworzony został w roku: 1961.

## Posłowie
| Rok   | Poseł             | Partia | Partia |
| ----- | ----------------- | ------ | ------ |
| 1984  | Philip Goldson    |        | UDP    |
| 1989  | Philip Goldson    |        | UDP    |
| 1993  | Philip Goldson    |        | UDP    |
| 1998  | Mark Espat        |        | PUP    |
| 2003  | Mark Espat        |        | PUP    |
| 2008. | Mark Espat        |        | PUP    |
| 2012  | Herman Longsworth |        | UDP    |
| 2015  | Tracy Panton      |        | UDP    |
| 2020  | Tracy Panton      |        | UDP    |
| 2025  | Tracy Panton      |        | UDP    |